# Initiative populaire « pour la protection de la vie et de l'environnement contre les manipulations génétiques »
L'initiative populaire « pour la protection de la vie et de l'environnement contre les manipulations génétiques » dite « initiative pour la protection génétique », est une initiative populaire suisse, rejetée par le peuple et les cantons le 7 juin 1998.

## Contenu
L'initiative propose d'ajouter un article 24decies à la Constitution fédérale interdisant la production, l'achat et la vente d'animaux génétiquement modifiés ou la dispersion d'organismes génétiquement modifiés dans l'environnement. Elle interdit également l'octroi de brevets pour des organismes génétiquement modifiés et exige de toute personne effectuant des recherches dans le domaine du  génie génétique de fournir la preuve de l'utilité et de la sécurité de ses activités.
Le texte complet de l'initiative peut être consulté sur le site de la Chancellerie fédérale.

## Déroulement

### Contexte historique
En 1987, l'organisation de protection des consommateurs Der Schweizerische Beobachter lance une initiative « contre l'application abusive des techniques de reproduction et de manipulation génétique à l'espèce humaine » ; lors du traitement de celle-ci, le Conseil fédéral reconnait que la médecine de la reproduction et le génie génétique ne font alors pas l'objet d'une législation particulière et lui oppose un contre-projet direct sous la forme d'une modification constitutionnelle créant un article sur la procréation assistée et le génie génétique ; ce contre-projet satisfaisant leur demande, les initiants décident alors de retirer leur texte
Devant ce retrait, deux autres groupes distincts lancent deux initiatives visant à limiter plus sévèrement le champ d'application que ne le propose le contre-projet ; outre la présente initiative une seconde intitulée « pour la protection de l'être humain contre les techniques de reproduction artificielle » est ainsi déposée au début de l'année 1994 avec pour objectif d'empêcher toute forme de procréation artificielle.
Le 17 mai 1992, le nouvel article 24novies est accepté en votation populaire. À la suite de ce vote, le Conseil fédéral mandate une commission pour déterminer le besoin d'une loi spécifique sur le génie génétique ; suivant en cela le rapport de cette commission, le gouvernement décide de ne pas partir dans cette voie, mais plutôt d'adapter la législation en vigueur pour y inclure les éléments manquants.

### Récolte des signatures et dépôt de l'initiative
La récolte des 100 000 signatures nécessaires débute le 15 décembre 1992. Le 22 juillet de l'année suivante, l'initiative est déposée à la Chancellerie fédérale, qui constate son aboutissement le 21 septembre.

### Discussions et recommandations des autorités
Le parlement et le Conseil fédéral recommandent tous deux le rejet de cette initiative. Dans son message aux Chambres fédérales, le Conseil fédéral relève qu'une interdiction dans le domaine des OGM aurait « des conséquences graves sur certains domaines de la recherche suisse dans les hautes écoles, les hôpitaux et l'industrie », qu'elle isolerait la Suisse dans le domaine de la recherche scientifique et contraindrait des industriels à quitter le pays pour mener leurs recherches. Selon le gouvernement, la législation actuelle est suffisante pour protéger la population contre les éventuels problèmes liés au génie génétique.

### Votation
Soumise à la votation le 7 juin 1998, l'initiative est refusée par la totalité des 20 6/2 cantons et par 66,7 % des suffrages exprimés. Le tableau ci-dessous détaille les résultats par cantons pour ce vote :

## Effets
Peu de temps après, la seconde initiative « pour la protection de l'être humain contre les techniques de reproduction artificielle » est à son tour refusée en votation le 12 mars 2000.